# Herethere
Herethere är en långsträckt udde i Maldiverna. Den ligger i administrativa atollen Seenu Atholhu, i den södra delen av landet.